# Летела душа
«Летела душа» — восемнадцатый студийный альбом российской певицы Татьяны Булановой, выпущенный в мае 2005 года на лейбле АРС Рекордз. Продюсером альбома выступил Николай Тагрин.

## Отзывы критиков
Алексей Мажаев в своей рецензии для InterMedia назвал альбом незапоминающимся. По его словам, певица выводит здесь среднее арифметическое из своих стилистических экспериментов, но выбирает в конечном итоге довольно бесцветный поп-мейнстрим. Небольшой намек на былой «образ плакальщицы» он усмотрел в печальной и мелодичной композиции «Улетели листья», а «танцевальный угар» времен диско-хита «Ясный мой свет» — в треке «Белая метель». Остальные песни, большинство которых сочинены малоизвестными авторами, показалась ему ещё менее яркими. Также автор заметил, что диск продвигали скорее упоминания появления в прессе [развод с Николаем Тагриным и отношения с Владиславом Радимовым], нежели сами песни из альбома.
Музыкальный критик Николай Фандеев дал положительную оценку альбому, заметив, что это «ровная и приятная во всех отношениях пластиночка» с «достаточно качественной поп-музыкой, в меру и со вкусом сработанными аранжировками». Он отметил только два недостатка — обложку с курящей певицей, что никак не ассоциируется одно с другим, и усталость в её интонациях. Как итог — четыре звезды из пяти.

## Список композиций
| №                   | Название              | Автор(ы)                      | Длительность |
| ------------------- | --------------------- | ----------------------------- | ------------ |
| 1.                  | «Хочешь?»             | Валерий Кочегуро              | 3:33         |
| 2.                  | «Вот и всё»           | Игорь Латышко                 | 3:49         |
| 3.                  | «Осени в глаза»       | Игорь Латышко                 | 3:54         |
| 4.                  | «Улетели листья»      | Ольга Елькина, Виктор Березин | 4:14         |
| 5.                  | «Летела душа»         | Сергей Чепурнов               | 3:44         |
| 6.                  | «Осенний дождь»       | Олег Пахомов                  | 3:59         |
| 7.                  | «Белая метель»        | Олег Пахомов                  | 4:11         |
| 8.                  | «Не грусти, не жалей» | Павел Попов, Николай Каблуков | 3:45         |
| 9.                  | «Самое главное»       | Ольга Елькина                 | 4:01         |
| 10.                 | «Зимнее солнце»       | В. Ибрагимов                  | 4:39         |
| Общая длительность: | Общая длительность:   | Общая длительность:           | 39:53        |